# Crkva u Paniku
Crkva neznana titulara je starohrvatska crkva u selu Panik na desnoj obali Bilećkog jezera. Datira od 9. do 12. stoljeća.

### Pronalazak
Nešto jugoistočnije, u širem kompleksu antičkog lokaliteta u Paniku, a uz desnu obalu Trebišnjice nalazi se drugi lokalitet zvan također Crkvina s ostacima antičke i srednjovjekovne arhitekture i manjom nekropolom stećaka. Zbog planirane izgradnje hidroelektrane Grančarevo poduzeto je godine 1967., u okviru jugoslavensko-američkog plana spašavanja spomenika kulture, sustavno iskapanje i na ovom lokalitetu.
Tom su prilikom potpuno otkopani ostaci arhitekture, koji se sastoje od sklopa građevina koje su podignute u različito vrijeme jedna poviše druge. U ovom slučaju zanimljiva je samo najmlađa od tih građevina, jedna manja ranosrednjovjekovna crkva nepoznata titulara, poznata u literaturi kao crkva u Paniku.

### Osobine
To je jednobrodna građevina s narteksom i apsidom koja je četvrtasta izvana i iznutra. S vanjske strane pobočnih zidova niže se po pet pilastara. Jesu li medu pilastrima bile polukružne niše kao i tolikim drugim starohrvatskim crkvicama, ne može se znati, jer su zidovi očuvani tek u visini dva do tri reda kamena, a sasvim su naslonjeni na ostatke zidova stanje, starokršćanske građevine. Dimenzije crkvice 7,5 x 4 m. Pretpostavlja se da je i ta crkva bila presvođena. U crkvici nisu nađeni nikakvi fragmenti kamenog namještaja, ali je bila oslikana freskama.
Nađeno je nekoliko tisuća fragmenata fresko-maltera u šutu, koji je iskopan iz grobnice memorijalne građevine na čijim temeljima crkvica počiva, a pripadali su ovoj crkvici. Pretpostavlja se da je fresko-malter s likovima svetaca poslije rušenja crkvice namjerno pohranjen u praznu, ranije otvorenu i opljačkanu grobnicu, da bi se zaštitio od daljeg oskvinjivanja. Iz očuvanih fragmenata uspjelo je izvršiti djelomičnu rekonstrukciju nekih likova i odjeće, a identificirano je i nekoliko grčkih ili ćirilićkih slova kojima su bile pisane signature na slikama.
Freske u Paniku odaju sličnost s onima u crkvi sv. Tome u Kutima u Boki kotorskoj, koja se datira u početak 12. stoljeća kao i s nekima u južnoj Italiji, također iz 12. stoljeća, a koje stilski pripadaju krugu južnoitalske varijante bizantskog slikarstva epohe Komnena, pa se po tome freske datiraju u sredinu 12. stoljeća.

### Pripadnost
Kako freske ne moraju potjecati iz istog vremena kao i izgradnja crkvice, a nisu sačuvani ostaci kamenog namještaja, to se crkvica može tek približno datirati prema njezinu tlorisu. M. Popović je prema četvrtastoj apsidi kakovu imaju i neke crkvice koje se datiraju u XII.st. (Sv. Mikula u Splitu), datira u sredinu 12. stoljeća. Moglo bi se ovdje primijetiti da isto tako izvana i iznutra četvrtastu apsidu ima i naprijed opisana crkvica u Zavali, ali je na osnovi odlika pleterne plastike neki datiraju mnogo ranije, od 9. do 11. stoljeća, pa ovaj jedini momenat ne može biti odlučujući za tako kasno datiranje crkvice u Paniku.
Na kraju bi trebalo još primijetiti da na slabim temeljima počiva mišljenje da je ova crkvica pripadala pravoslavnom krugu, a koje mišljenje se temelji na navodnom nepostojanju katoličke tradicije na ovom području kao i na pronalasku grčkih, ili možda ćiriličkih slova u fragmentima fresko-maltera. Samo i površno poznavanje crkvenih prilika na ovom području između sjedišta dviju katoličkih biskupija, stonske i trebinjske) govori za vrlo živu katoličku tradiciju u prednemanjićko doba. Poznata je i upotreba zapadne hrvatske varijante ćirilice ne samo na ovom području nego i mnogo dalje na zapad u katoličkim krugovima, o čemu svjedoče pisani i kameni spomenici.

## Poveznice
- Starohrvatske crkve u Zahumlju
- Starohrvatska umjetnost
- Zahumlje, Predromanika